# Norman Whiteside
Norman Whiteside (Belfast, 1965. május 7. –) északír válogatott labdarúgó.

## Pályafutása
Bob Bishop, a Manchester United északír megfigyelője George Best és Sammy McIlroy után újabb gyöbgyszemet talált Norman Whiteside személyében. Az ifjú északír nem volt még 17 éves, amikor bemutatkozott a United felnőtt csapatában.(Duncan Edwards óta senki sem debütált ilyen fiatalon) Whiteside hamar elkezdte döntögetni a rekordokat. A ligakupa döntőjében gólt szerzett a Liverpool FC ellen, nála fiatalabban senki nem lőtt gólt a Wembley-ben döntő mérkőzésen. Ebben az évben a Brightonnak is betalált az FA kupa fináléjában, természetesen a legrégebbi sorozat döntőinek sem volt nála fiatalabb gólszerzője. Két év múlva az Everton ellen is betalált, és meglett a második trófeája. A bajok akkor kezdődtek amikor a középpályára vezényelték, egyre gyakrabban sérült meg. 1986-ban a Ron Atkinsont váltó Alex Ferguson egyre kevesebb lehetőséget adott neki, majd egy Achilles-ín, majd egy térdsérülés után távozott az Old Traffordról. Az Evertonban még játszott egy ideig, de folyamatos sérülései miatt 1991-ben, 26 évesen visszavonult.

## Válogatott
Az Északír labdarúgó-válogatottban 38 mérkőzésen kilenc gólt szerzett. Az 1982-es labdarúgó-világbajnokságon 17 évesen és 41 naposan játszott Jugoszlávia ellen, ezzel a vb-ék történetének legfiatalabb pályára lépő játékosa lett. Az 1986-os labdarúgó-világbajnokság on ő szerezte hazájának a pontot érő gólt Algéria ellen.

## Sikerei, díjai
Játékosként
Manchester United FC
- FA-kupa : 1983, 1985
- FA Charity Shield : 1984-85

Észak-Írország
- British Home Championship: 1984

## Fordítás
- Ez a szócikk részben vagy egészben  a   Norman Whiteside című angol Wikipédia-szócikk fordításán alapul.  Az eredeti cikk szerkesztőit annak laptörténete sorolja fel. Ez a jelzés csupán a megfogalmazás eredetét és a szerzői jogokat jelzi, nem szolgál a cikkben szereplő információk forrásmegjelöléseként.
- Kormanik Zsolt, Moncz Attila: A Manchester United legjobb 50 futballistája (1878-2007), Aréna 2000 könyvkiadó, 2007